# Новый аэропорт Титосе
Новый аэропорт Титосе (яп. 新千歳空港 син титосэ ку:ко:, англ. New Chitose  Airport) (ИАТА: CTS, ИКАО: RJCC) — крупнейший аэропорт префектуры Хоккайдо, расположенный в 5 километрах к юго-востоку от городов Титосе и Томакомай. Обслуживает преимущественно метрополию Саппоро.
Терминал аэропорта построен в форме полукруга, имеет 18 выходов и небольшой международный терминал с 6 выходами. По дизайну напоминает аэропорт Далласа.
В 2010 аэропорт был 3-м в Японии (после аэропортов Токио — Нарита и Ханэда) и 64-м в мире по пассажирообороту. Маршрут Новый аэропорт Титосе — Ханэда был самым загруженным не только в Японии, но и в мире, с ежегодным пассажиропотоком более 9 миллионов человек.

## Авиалинии и направления
Кроме внутрияпонских авиалиний, Новый аэропорт Титосе обслуживает международные рейсы по вторникам, средам (12:00-16:00) и пятницам (17:00-23:59).

## Транспорт

### Железнодорожное сообщение
Станция «Новый Аэропорт Титосе» расположена на одной из веток «Титосе» Hokkaido Railway Company (JR Hokkaido). Скоростные поезда курсируют до станции Саппоро, проезд занимает около 35-40 минут и стоит 1070 йен.

### Автобусное сообщение
Автобусные маршруты связывают аэропорт с Саппоро и его пригородами, а также городом Муроран. Стоимость проезда — от 600 до 1530 йен.